# Внутрішньоартеріальна ін'єкція

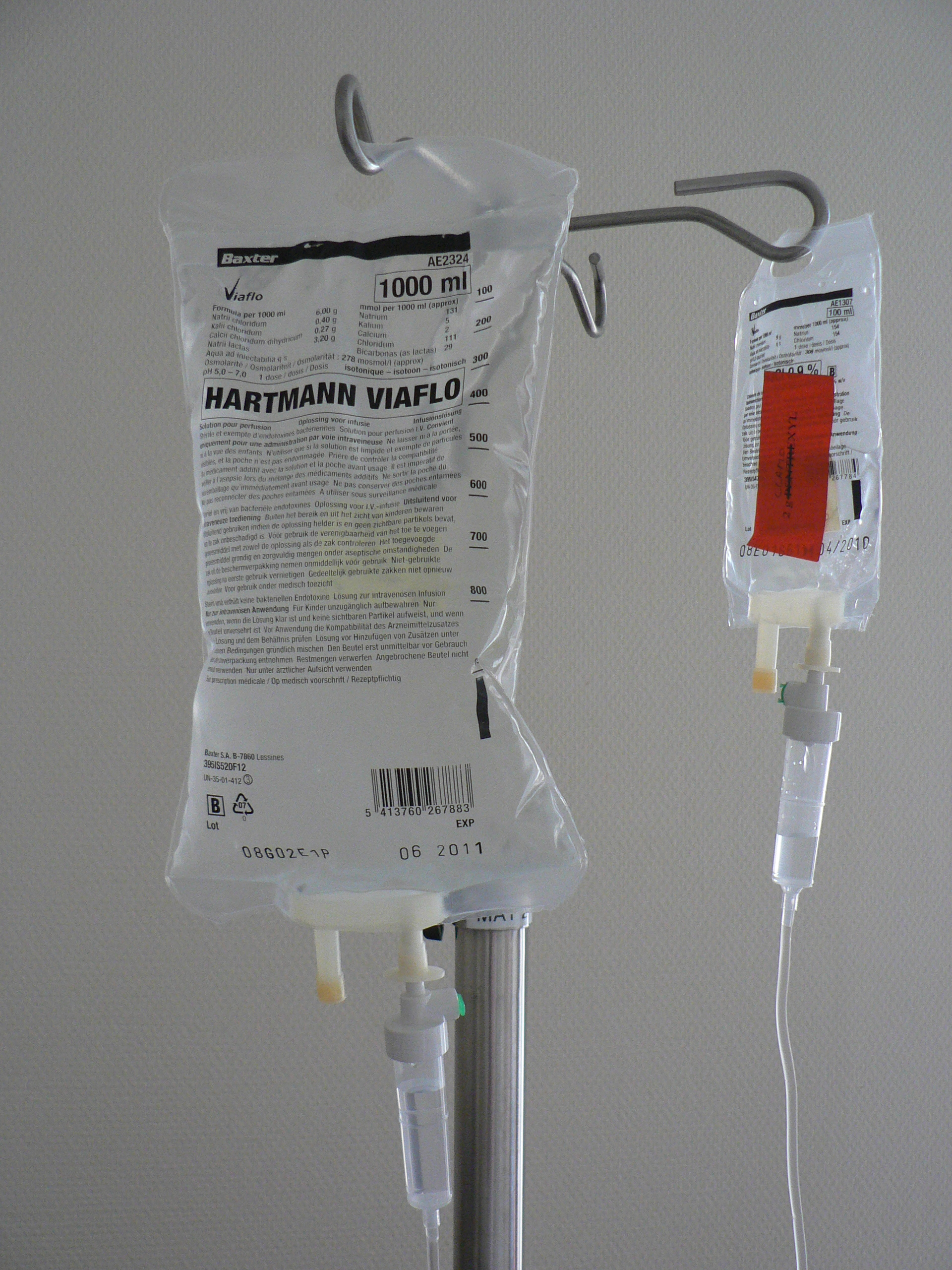
Інфузійна система

Внутрішньоартеріальна ін'єкція — спосіб введення лікарських засобів, при якому лікарський препарат потрапляє в організм безпосередньо у кров'яне русло шляхом проколу артеріальної судини та подальшого вливання лікарського засобу через додаткове обладнання (шприц або інфузійну систему) в судину.

## Застосування
Внутрішньоартеріальне введення лікарських препаратів застосовують зазвичай у випадку, коли лікарський засіб швидко розпадається в організмі людини, та тоді, коли необхідно створити високі концентрації тільки в органі-мішені. Часто це хіміотерапевтичні препарати. Внутрішньоартеріальне введення застосовують також при лікуванні захворювань окремих органів (серця, печінки, артерій кінцівок). Внутрішньоартеріально також вводять рентгенодіагностичні препарати для уточнення локалізації патологічного процесу (пухлини, тромби, аневризми, звуження судини). Використання внутрішньоартеріального введення при гострому панкреатиті дискусійне та потребує подальших досліджень.
Зазвичай внутрішньоартеріальне введення здійснюють у парні периферичні артерії (променеву або великогомілкову) для профілактики імовірного тромбоутворення, але за необхідності проводять також і в магістральні артерії (плечову або стегнову). 
Раніше для внутрішньоартеріального введення застосовували хірургічні техніки: артерію спочатку виділяють із навколишніх тканин, піднімають пінцетом та підводять під неї вказівний палець руки, після чого артерію пунктують, фіксуючи голку у просвіті судини, та вводять лікарський препарат.
З появою якісних катерів частіше застосовують черезшкірні методи: катетеризацію методом «катетер на голці» (для променевої артерії) або катетеризацію по Сельдінгеру (для стегнової артерії). 
У зв'язку з високим тиском у артеріях, препарати вводяться лише або одномоментно шприцом, або застосуванням певних технічних засобів, наприклад шприцевих дозаторів чи інфузійних помп.